# Anne Marie Fraser
Anne Marie Fraser – australijska judoczka.
Brązowa medalistka mistrzostw Oceanii w 1983. Brązowa medalistka mistrzostw Australii w 1981, 1983, 1984 i 1986 roku.